# Larinia t-notata
Larinia t-notata är en spindelart som först beskrevs av Albert Tullgren 1905.  Larinia t-notata ingår i släktet Larinia och familjen hjulspindlar. Inga underarter finns listade i Catalogue of Life.